# Listă de autori de povestiri

## 1
| - Sherwood Anderson (1876-1941) - Isaac Asimov (1920-1992) - Donald Barthelme (1931-1989) - Charles Baxter (n. 1947) - Arnold Bennett (1867-1931) - Stefano Benni (n. 1947) - Ambrose Bierce (1842-c.1914) - Jorge Luis Borges (1899-1986) - T.C. Boyle (n. 1948) - Leigh Brackett (1915-1978) - Ray Bradbury (n. 1920) - Fredric Brown (1906-1972) - Charles Bukowski (1920-1994) - Dino Buzzati (1906-1972) - Morley Callaghan (1903-1990) - Angela Carter (1940-1992) - John Cheever (1912-1982) - Anton Pavlovici Cehov (1860-1904) - Ted Chiang (n. 1967) - Kate Chopin (1850-1904) - John Collier (1901-1980) - Stephen Crane (1871-1900) - Catherine Crowe (1800-1876) - Sir Arthur Conan Doyle (1859-1930) - Julio Cortazar (1914-1984) - Roald Dahl (1916-1990) - Peter Ho Davies - Lydia Davis (n. 1947) - Philip K. Dick (1928-1982) - Andre Dubus (1936-1999) - Harlan Ellison (n. 1934) - F. Scott Fitzgerald (1896-1940) - Rubem Fonseca (n. 1925) - Richard Ford (n. 1944) - Jacques Futrelle (1875-1912) - Neil Gaiman (n. 1960) - Mavis Gallant (n. 1922) - Paul Gallico (1897-1976) - Larry Mike Garmon (n.1955) - William H. Gass (n. 1924) - William Gibson (n. 1948) - Ben K. Green (m. 1974) - Graham Greene ( (1904-1991) - Davis Grubb (1919-1980) - Richard Guest (n. 1967) - Edmond Hamilton (1904-1977) - Barry Hannah (n. 1942) - Nathaniel Hawthorne (1804-1864) - Ernest Hemingway (1899-1961) - O. Henry (1862-1910) - Hugh Hood (1928-2000) - Rhys Hughes (n. 1966) - Hwang Sun-wŏn (n. 1915) | - Washington Irving (1783-1859) - Shirley Jackson (1916-1965) - Tatjana Jambrisak - M.R. James (1862-1936) - Thom Jones (n. 1945) - Enrique Jaramillo Levi (n. 1944) - Franz Kafka (1883-1924) - Erich Kästner (1899-1974) - Stephen King (n. 1947) - Hanif Kureishi (n. 1954) - R. A. Lafferty (1914-2002) - Jhumpa Lahiri (n. 1967) - Ring Lardner (1885-1933) - Henry Lawson (1867-1922) - Murray Leinster (n. 1896) - Doris Lessing (n. 1919) - Primo Levi (1919-1987) - William Levy (n. 1939) - Thomas Ligotti (n. 1951) - Jack London (1876-1916) - H. P. Lovecraft (1890-1937) - Fitz Hugh Ludlow (1836-1870) - Darko Macan (n. 1966) - John D. MacDonald (1916-1986) - Katherine Mansfield (1888-1923) - Bobbie Ann Mason (n. 1942) - Somerset Maugham (1874-1965) - Guy de Maupassant (1850-1893) - Julian May (n. 1931) - Reginald McKnight - Herman Melville (1819-1891) - Holdemar Menezes (1921-1996) - Steven Millhauser (n. 1943) - Lorrie Moore (n. 1957) - Alice Munro (n. 1931) - H.H. Munro ('Saki') (1870-1916) - Joyce Carol Oates (n. 1938) - Flannery O'Connor (1925-1964) - Frank O'Connor (1903-1966) - Liam O'Flaherty (1896-1984) - John O'Hara (1905-1970) - Rodrigues Ottolengui (1861-1937) - Dorothy Parker (1893-1967) - Dalibor Perkovic (n. 1974) - Edgar Allan Poe (1809-1849) - Emilia Plugaru - Eileen Pollack - Neal Pollack - Bolesław Prus (1847-1912) - Mario Augusto Rodriguez (n. 1919) - José Luis Rodríguez Pittí (n. 1971) - Philip Roth (n. 1933) - Damon Runyon (1884-1947) - J. D. Salinger (n. 1919) - James Salter (n. 1925) |

## 2
| - José María Sánchez (1918-1973) - "Saki", vezi H. H. Munro - Sérgio Sant'anna - Mona Simpson (n. 1957) - Bruce Sterling (n. 1954) - Frank R. Stockton (1834-1902) - Peter Taylor (1917-1994) - Sergio Troncoso (n. 1961) - Harry Turtledove (n. 1949) - Mark Twain (1835-1910) - John Updike (n. 1932) - Eudora Welty (1909-2001) - P. G. Wodehouse (1881-1975) - Gene Wolfe (n. 1931) - Tobias Wolff (n. 1945) - Gul M. Zhowandai (1905-1988) - Aleksandar Ziljak (n. 1963) - Sherwood Anderson (1876-1941) - Donald Barthelme (1931-1989) - Charles Baxter (n. 1947) - Arnold Bennett (1867-1931) - Stefano Benni (n. 1947) - Ambrose Bierce (1842-c.1914) - Jorge Luis Borges (1899-1986) - T.C. Boyle (n. 1948) - Leigh Brackett (1915-1978) - Ray Bradbury (n. 1920) - Fredric Brown (1906-1972) - Charles Bukowski (1920-1994) - Dino Buzzati (1906-1972) - Morley Callaghan (1903-1990) - Angela Carter (1940-1992) - Raymond Carver (1938-1988) - John Cheever (1912-1982) - Anton Chekhov (1860-1904) - Ted Chiang (n. 1967) - Kate Chopin (1850-1904) - John Collier (1901-1980) - Stephen Crane (1871-1900) - Catherine Crowe (1800-1876) - Sir Arthur Conan Doyle (1859-1930) - Julio Cortazar (1914-1984) | - Roald Dahl (1916-1990) - Peter Ho Davies - Lydia Davis (n. 1947) - Philip K. Dick (1928-1982) - Andre Dubus (1936-1999) - Harlan Ellison (n. 1934) - F. Scott Fitzgerald (1896-1940) - Rubem Fonseca (n. 1925) - Richard Ford (n. 1944) - Jacques Futrelle (1875-1912) - Neil Gaiman (n. 1960) - Mavis Gallant (n. 1922) - Paul Gallico (1897-1976) - Larry Mike Garmon (n.1955) - William H. Gass (n. 1924) - William Gibson (n. 1948) - Ben K. Green (died 1974) - Graham Greene (1904-1991) - Davis Grubb (1919-1980) - Richard Guest (n. 1967) - Edmond Hamilton (1904-1977) - Barry Hannah (n. 1942) - Nathaniel Hawthorne (1804-1864) - Ernest Hemingway (1899-1961) - O. Henry (1862-1910) - Hugh Hood (1928-2000) - Rhys Hughes (n. 1966) - Hwang Sun-wŏn (n. 1915) - Washington Irving (1783-1859) - Shirley Jackson (1916-1965) - Tatjana Jambrisak - M.R. James (1862-1936) - Thom Jones (n. 1945) - Enrique Jaramillo Levi (n. 1944) - Franz Kafka (1883-1924) - Stephen King (n. 1947) - Hanif Kureishi (n. 1954) - R. A. Lafferty (1914-2002) |

## 3
| - Jhumpa Lahiri (n. 1967) - Ring Lardner (1885-1933) - Henry Lawson (1867-1922) - Murray Leinster (n. 1896) - Doris Lessing (n. 1919) - Primo Levi (1919-1987) - William Levy (n. 1939) - Thomas Ligotti (n. 1951) - Jack London (1876-1916) - H. P. Lovecraft (1890-1937) - Fitz Hugh Ludlow (1836-1870) - Darko Macan (n. 1966) - John D. MacDonald (1916-1986) - Katherine Mansfield (1888-1923) - Bobbie Ann Mason (n. 1942) - Somerset Maugham (1874-1965) - Guy de Maupassant (1850-1893) - Julian May (n. 1931) - Reginald McKnight - Herman Melville (1819-1891) - Holdemar Menezes (1921-1996) - Steven Millhauser (n. 1943) - Lorrie Moore (n. 1957) - Alice Munro (n. 1931) - H.H. Munro ('Saki') (1870-1916) - Joyce Carol Oates (n. 1938) - Flannery O'Connor (1925-1964) - Frank O'Connor (1903-1966) - Liam O'Flaherty (1896-1984) - John O'Hara (1905-1970) - Rodrigues Ottolengui (1861-1937) - Dorothy Parker (1893-1967) - Dalibor Perkovic (n. 1974) - Edgar Allan Poe (1809-1849) - Eileen Pollack - Neal Pollack - Bolesław Prus (1847-1912) - Mario Augusto Rodriguez (n. 1919) - José Luis Rodríguez Pittí (n. 1971) - Philip Roth (n. 1933) - Damon Runyon (1884-1947) - J. D. Salinger (n. 1919) - James Salter (n. 1925) | - José María Sánchez (1918-1973) - "Saki", see H. H. Munro - Sérgio Sant'anna - Mona Simpson (n. 1957) - Bruce Sterling (n. 1954) - Frank R. Stockton (1834-1902) - Peter Taylor (1917-1994) - Sergio Troncoso (n. 1961) - Harry Turtledove (n. 1949) - Mark Twain (1835-1910) - John Updike (n. 1932) - Eudora Welty (1909-2001) - P. G. Wodehouse (1881-1975) - Gene Wolfe (n. 1931) - Tobias Wolff (n. 1945) - Thomas Mann - Gul M. Zhowandai (1905-1988) - Aleksandar Ziljak (n. 1963)] - Lev Tolstoi - Fiodor Mihailovici Dostoievski - Daniil Harms - Guy de Maupassant - Emile Zola - Ștefan Bănulescu - Adriana Bittel - I.L. Caragiale - Mircea Cărtărescu - Mircea Eliade - Anton Holban - Dan Lungu - Mircea Nedelciu - Fănuș Neagu - Adrian Oțoiu - Camil Petrescu - Hortensia Papadat Bengescu - Marin Preda - Mihail Sebastian - Bogdan Suceavă - Lucian Dan Teodorovici - Dumitru Țepeneag - Cristian Teodorescu - Urmuz - Nicolae Velea |